# Кайтхал (округ)
Кайтхал (англ. Kaithal, хинди कैथल जिला) — округ в индийском штате Харьяна. Один из 22 районов штата Харьяна на севере Индии. Образован в 1 ноября 1989 года. Разделён на два подокруга. Административный центр округа — город Кайтхал. По данным всеиндийской переписи 2001 года население округа составляло 946 131 человек. Площадь округа составляет 2317 км²